# Eremedaille voor Sportonderwijs
De Eremedaille voor Sportonderwijs, (Frans:Médaille d’honneur de l'Éducation Physique) was een Franse onderscheiding voor sportonderwijs. De medaille werd op 4 mei 1929 ingesteld en op 27 november 1946 omgedoopt tot Eremedaille voor Sportonderwijs en de Sporten. 
De onderscheidingen die de Franse staat voor het bevorderen van de sportbeoefening uitreikte veranderden steeds van naam, en ook van uiterlijk. De leeuwenkop boven de medaille en het lint bleven gelijk, maar de medaille zelf kreeg een ander ontwerp.

## Ontstaansgeschiedenis
Frankrijk wilde na de schok van de Eerste Wereldoorlog weerbaar zijn, de conditie van de jeugd en de geringe vruchtbaarheid van de Franse bevolking baarden de Franse staat daarbij zorgen. De gezondheid van de stadsjeugd was beneden de maat, iets dat bij de keuringen voor de militaire dienst aan het licht kwam. De staat wilde het beoefenen van sport en spel bevorderen maar de daartoe aangestelde minister, de ministre de l’Éducation nationale bezat weinig middelen om inzet voor de sport te belonen. Hij beschikte enkel over:
- De officiële dankbrieven. Deze lettres de félicitations werden meestal door de prefecten gestuurd aan verdienstelijke en jubilerende personen
- Vermeldingen (citations) in het officiële bullitin van het ministerie. Deze telden mee bij de voordracht voor een onderscheiding.
- Gecombineerde felicitaties en vermelding in het bullitin
- De eremedailles van het Ministerie van Oorlog. Daar kwam niet iedereen voor in aanmerking en ze laggen buiten de directe invloedssfeer van de minister van Onderwijs.
- Voordracht voor benoeming in het Legioen van Eer. De minister mocht, net als andere ministers, ieder jaar een beperkt aantal voordrachten ( zijn "contingent du ministère de l’Éducation nationale") doen. Voor zo'n hoge eer kwam lang niet iedere Fransman in aanmerking.

De medaille en de latere orde brachten uitkomst.
Het decreet van 1929 voorzag in vier rangen of "échelons". 
- Bronzen medaille
- Zilveren medaille
- Verguld zilveren medaille (vermeil)
- Gouden medaille

Tijdens de Tweede Wereldoorlog (1939 - 1945) werd de medaille niet uitgereikt.

## De medaille
De medaille had een diameter van 27 millimeter en was door Édouard Fraisse gegraveerd. Deze medailleur had zich gespecialiseerd in penningen en medailles die door de sport waren geïnspireerd.
Boven de ronde medaille is een leeuwenkop bevestigd waarin ook de verbinding met het lint schuilgaat. Op de voorzijde van de medaille is zoals gebruikelijk Marianne, het zinnebeeld van de Franse Republiek afgebeeld. Ze kijkt op dit portret vastberaden. Het rondschrift luidt EDUCATION  PHYSIQUE met achter de letters lauweren. Op de keerzijde staat "REPUBLIQUE FRANÇAISE" en PAX  ET  LABOR onder een opgaande zon. De medailles worden aan lichtblauwe linten op de linkerborst gedragen. De zilveren en gouden medaille aan een lint met gouden bies waarvan de gouden medaille een kleine rozet op lint en baton draagt. De bronzen medaille wordt aan een lint met twee verticale blauwe strepen gedragen.
De hedendaagse opvolger is de in december 2013 ingestelde Medaille voor de Jeugd en het Verenigingswezen.

## Protocol
Het is gebruik om de Franse medailles op 1 januari and 14 juli uit te reiken. Dat gebeurt tijdens parades en plechtigheden. De onderscheidingen worden de onwaardige, want wegens een misdrijf veroordeelde, dragers ook weer ceremonieel afgenomen. Wanneer men op uniformen geen modelversierselen draagt is een kleine rechthoekige baton in de kleuren van het lint voorgeschreven. Op de baton mag een rozet worden gemonteerd. 
De medaille wordt ook als miniatuur gedragen op bijvoorbeeld een rokkostuum.

## De batons

Bronzen medaille
Zilveren medaille
Gouden medaille